# Руза
Ру́за (на руски: Руза) е град в Русия, административен център на Рузски район, Московска област. Населението му през 2017 година е 13 403 души.

## География

### Разположение
Руза е разположен в централната част на Европейска Русия, на брега на река Москва.

### Климат
Климатът в Руза е умереноконтинентален (Dfb по Кьопен) с горещо и сравнително влажно лято и дълга студена зима.

## Икономика
Градът разполага с млечна, мебелна, текстилна и спиртна фабрики.

## Известни личности
Родени в Руза
- Александър Шчербаков (1901 – 1945), политик